# Pampsiquismo

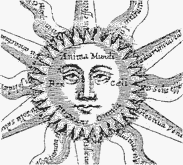
Ilustración del concepto neoplatónico del anima mundi que emana de Lo Absoluto, en cierto modo precursor del pampsiquismo moderno.

El pampsiquismo o panpsiquismo, en la filosofía de la mente, es la visión de que la mente o un aspecto similar a la mente es una característica fundamental y ubicua de la realidad. También se describe como una teoría que expone que «la mente es una característica fundamental del mundo que existe en todo el universo». Es una de las teorías filosóficas más antiguas y se ha atribuido a filósofos como Tales, Platón, Spinoza, Leibniz, William James, Alfred North Whitehead, Bertrand Russell y Galen Strawson. En el siglo XIX, el pampsiquismo era la filosofía de la mente por defecto en el pensamiento occidental, pero experimentó un declive a mediados del siglo XX con el surgimiento del positivismo lógico. El reciente interés por el problema difícil de la consciencia  y los avances en los campos de la neurociencia, la psicología y la física cuántica han reavivado el interés por el panpsiquismo en el siglo XXI.

## Descripción general

### Etimología
El término pampsiquismo proviene del griego pan (πᾶν ‘todo, entero’) y psychḗ (ψυχή ‘alma, mente’).Psique proviene de la palabra griega ψύχω (psychō ‘yo soplo’) y puede significar vida, alma, mente, espíritu, corazón o ‘aliento vital’. El uso de «psique» es controvertido porque es sinónimo de «alma», término que suele utilizarse para referirse a algo sobrenatural; términos más comunes que se encuentran ahora en la literatura incluyen mente, propiedades mentales,  aspecto mental y experiencia.

### Concepto
El pampsiquismo sostiene que la mente o un aspecto similar a la mente es una característica fundamental y ubicua de la realidad. También se describe como una teoría en la que «la mente es una característica fundamental del mundo que existe en todo el universo». Los pampsiquistas postulan que el tipo de mentalidad que conocemos a través de nuestra propia experiencia está presente, de alguna forma, en una amplia gama de cuerpos naturales. Esta noción ha adoptado una amplia variedad de formas. Algunos pampsiquistas históricos y no occidentales asignan atributos como vida o espíritus a todas las entidades (animismo). Los defensores académicos contemporáneos, sin embargo, sostienen que la sintiencia o experiencia subjetiva es ubicua, aunque  distinguen estas cualidades de atributos mentales humanos más complejos.  Por tanto, atribuyen una forma primitiva de mentalidad a las entidades en el nivel fundamental de la física, pero no atribuyen mentalidad a la mayoría de las cosas agregadas, como rocas o edificios.

### Terminología
El filósofo David Chalmers, que ha explorado el pampsiquismo como una teoría viable, distingue entre experiencias microfenoménicas (las experiencias de entidades microfísicas) y experiencias macrofenoménicas (las experiencias de entidades más grandes, como los humanos).
Philip Goff traza una distinción entre «panexperiencialismo» y «pancognitivismo». En la forma de pampsiquismo que se debate en la literatura contemporánea, la experiencia consciente está presente en todas partes en un nivel fundamental, de ahí el término panexperiencialismo. El pancognitivismo, por el contrario, es la visión de que el pensamiento está presente en todas partes en un nivel fundamental, una visión que tuvo algunos defensores históricos, pero ningún adepto académico actual. Los pampsiquistas  contemporáneos no creen que las entidades microfísicas tengan estados mentales complejos como creencias, deseos y miedos.
Originalmente, el término panexperiencialismo tenía un significado más limitado,  ya que fue acuñado por David Ray Griffin para referirse específicamente a la forma de pampsiquismo utilizada en la filosofía del proceso (véase más abajo).

## Historia

### Antigüedad

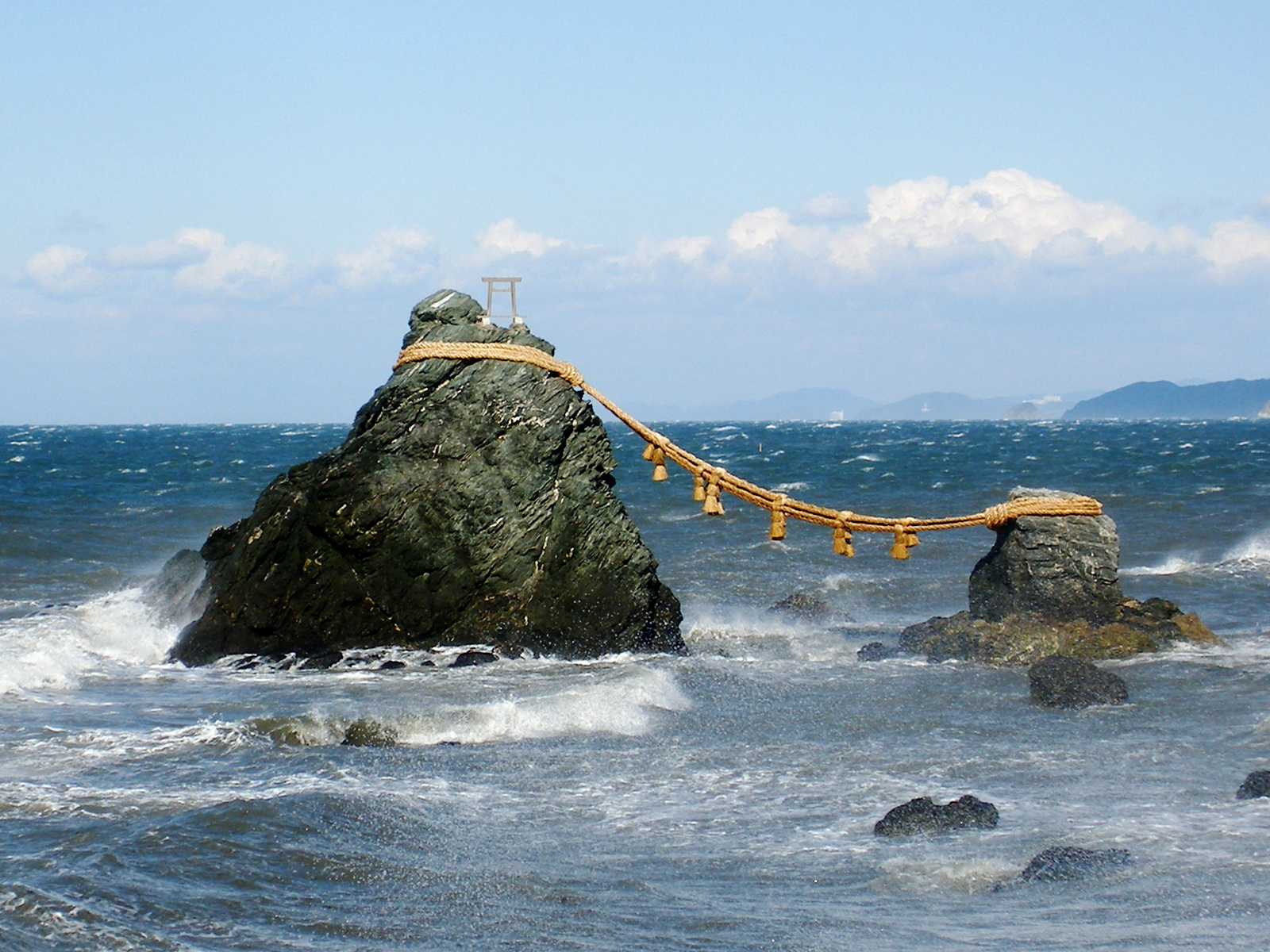
Dos iwakura : una roca donde se dice que reside un kami o espíritu en la religión sintoísta

Las opiniones pampsiquistas son un elemento básico de la filosofía griega presocrática. Según Aristóteles, Tales (c. 624-545 a. C.), el primer filósofo griego, postuló una teoría que sostenía  «que todo está lleno de dioses».  Tales creía que los imanes demostraban esto. Esto ha sido interpretado como una doctrina pampsiquista. Otros  pensadores griegos asociados con el  pampsiquismo incluyen a Anaxágoras  (que veía el principio unificador o arché en la nous o mente), Anaxímenes (que vio el arché como pneuma o espíritu) y Heráclito (quien dijo: «La facultad de pensar es común a todos»). 
Platón defiende el pampsiquismo en su Sofista, en el que escribe que todas las cosas participan en la forma del Ser y que éste debe tener un aspecto psíquico de mente y alma (psique). En el Filebo y el Timeo, Platón defiende la idea de un alma mundial o anima mundi. Según Platón:
«Este mundo es efectivamente un ser vivo dotado de alma e inteligencia... una única entidad viviente visible que contiene todas las demás entidades vivientes, que por su naturaleza están todas relacionadas».
El estoicismo desarrolló una cosmología que sostenía que el mundo natural está imbuido de la divina esencia ardiente pneuma, dirigida por el logos de la inteligencia universal. La relación entre el logos individual de los seres y el logos universal fue una preocupación central del estoico romano Marco Aurelio. La metafísica del estoicismo encuentra conexiones con filosofías helenísticas como el neoplatonismo. El gnosticismo también se sirvió de la idea platónica del anima mundi.

### Renacimiento

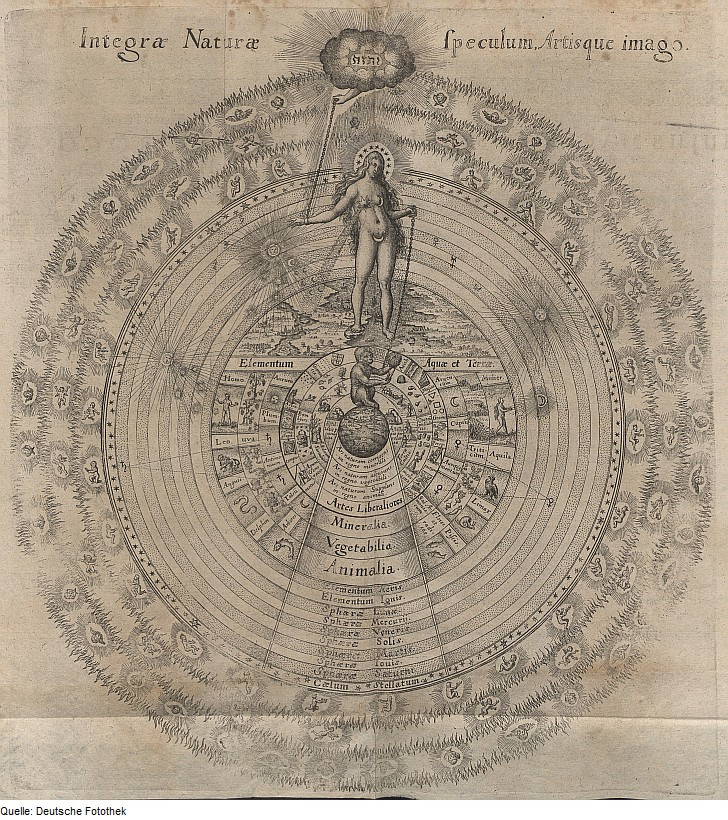
Ilustración del orden cósmico de Robert Fludd, donde el alma del mundo se representa como una mujer.

Tras el cierre de la Academia de Platón por el emperador Justiniano en el 529 d. C., el neoplatonismo declinó. Aunque hubo teólogos medievales, como Juan Escoto Erígena, que aventuraron lo que podría llamarse pampsiquismo, no fue una corriente dominante en la teología filosófica. Sin embargo, en el Renacimiento italiano disfrutó de una especie de resurgimiento en el pensamiento de figuras como Gerolamo Cardano, Bernardino Telesio, Francesco Patrizi, Giordano Bruno y Tommaso Campanella. Cardano defendía  la opinión de que el alma o ánima era una parte fundamental del mundo, y Patrizi introdujo el término «pampsiquismo» en el vocabulario filosófico. Según Bruno, «No hay nada que no tenga alma y que no tenga principio vital». Las ideas platónicas que se asemejan al anima mundi (alma del mundo) también resurgieron en el trabajo de pensadores esotéricos como Paracelso, Robert Fludd y Cornelius Agrippa.

### Modernidad temprana
En el siglo XVII, dos racionalistas, Baruch Spinoza y Gottfried Leibniz, pueden considerarse pampsiquistas. En el monismo de Spinoza, la única sustancia infinita y eterna es «Dios o la Naturaleza» (Deus sive Natura), que tiene los aspectos de mente (pensamiento) y materia (extensión). Para Leibniz, existen  infinitas sustancias mentales absolutamente simples llamadas mónadas que forman la estructura fundamental del universo. Si bien se ha dicho que la filosofía idealista de George Berkeley es también una forma de pampsiquismo, Berkeley de hecho lo rechazó y postuló que el mundo físico existe sólo en las experiencias que la mente tiene de él, al tiempo que restringió las mentes a los humanos y a algunos otros agentes específicos.

### SigloXIX
En el siglo XIX, el pampsiquismo estaba en su apogeo. Filósofos como Arthur Schopenhauer, Charles  Peirce, Josiah Royce, William James, Eduard von Hartmann, Ferdinand Schiller, Ernst Haeckel, William Kingdon Clifford y Thomas Carlyle, así como psicólogos como Gustav Fechner, Wilhelm Wundt, Rudolf Hermann Lotze, promovieron ideas pampsiquistas.
Arthur Schopenhauer defendió una visión dual de la realidad como voluntad y representación (Vorstellung). Según Schopenhauer: «Toda mente ostensible puede atribuirse a la materia, pero toda materia también puede atribuirse a la mente».[cita requerida]
Josiah Royce, el principal idealista absoluto estadounidense, sostuvo que la realidad era un «self  mundial», un ser consciente que lo comprende todo, aunque no necesariamente atribuía propiedades mentales a los constituyentes más pequeños de los «sistemas» mentalistas. El filósofo pragmático estadounidense Charles Sanders Peirce abrazó una especie de monismo psicofísico en el que el universo está impregnado de mente, que él asociaba con la espontaneidad y la libertad. Siguiendo a Pierce, William James también abrazó una forma de panpsiquismo. En sus notas de clase, James escribió:
«Nuestra única noción inteligible de un objeto en sí mismo es que debería ser un objeto para sí mismo, y esto nos lleva al pampsiquismo y a la creencia de que nuestras percepciones físicas son efectos sobre nosotros de realidades “psíquicas”».
El filósofo inglés Alfred Barratt, autor de Physical Metempiric (1883), ha sido descrito como partidario del panpsiquismo.
En 1893, Paul Carus propuso una filosofía similar al pampsiquismo, el «panbiotismo», según la cual «todo está lleno de vida; contiene vida; tiene la capacidad de vivir».

### SigloXX
Las opiniones monistas neutrales de Bertrand Russell tendían hacia el pampsiquismo. El físico Arthur Eddington también defendió una forma de pampsiquismo. Los psicólogos Gerard Heymans, James Ward y Charles Augustus Strong también respaldaron variantes del pampsiquismo.
En 1990, el físico David Bohm publicó A new theory of the relationship of mind and matter, un artículo basado en su interpretación de la mecánica cuántica. El filósofo Paavo Pylkkänen ha descrito la visión de Bohm como una versión del pamprotopsiquismo.
Una idea errónea muy extendida es que el posiblemente mayor metafísico sistemático del siglo XX, Alfred North Whitehead, fue también el defensor más importante del pampsiquismo en el mismo siglo. Esta mala interpretación atribuye a Whitehead una ontología según la cual la naturaleza básica del mundo está constituida por acontecimientos mentales atómicos, denominados  «ocasiones reales». Pero en lugar de referirse a objetos metafísicos tan exóticos —que de hecho ejemplificarían la falacia de concreción fuera de lugar que Whitehead critica—, el concepto de «ocasión real» de Whitehead se refiere a la «ocasión experimentada inmediata» de cualquier posible perceptor, teniendo en mente sólo a sí mismo como perceptor en ese momento desde el principio, de acuerdo con su fuerte compromiso con el empirismo radical.

### Contemporáneo
El pampsiquismo ha visto recientemente un resurgimiento en la filosofía de la mente, iniciado por el artículo de Thomas Nagel de 1979, Pampsychism, y estimulado aún más por el artículo monista realista de Galen Strawson de 2006  Realistic Monism: Why Physicalism Entails Panpsychism. Otros defensores recientes incluyen a los filósofos estadounidenses David Ray Griffin y David Skrbina, los filósofos británicos Gregg Rosenberg, Timothy Sprigge, y Philip Goff, y el filósofo canadiense William Seager. El filósofo británico David Papineau, aunque se distancia de los pampsiquistas ortodoxos, ha escrito que su punto de vista «no es diferente del pampsiquismo»  en el sentido de que rechaza una línea en la naturaleza entre «los eventos iluminados por la fenomenología [y] aquellos que son mera oscuridad».
La teoría de la información integrada de la consciencia (IIT, por sus siglas en inglés), propuesta por el neurocientífico y psiquiatra Giulio Tononi en 2004 y adoptada desde entonces por otros neurocientíficos como Christof Koch, postula que la consciencia está muy extendida y puede encontrarse incluso en algunos sistemas simples.
En 2019 el científico cognitivo Donald Hoffman publicó The Case Against Reality: How evolution hid the truth from our eyes, donde sostiene que la realidad consensuada carece de existencia concreta y no es más que una interfaz de usuario evolucionada. Sostiene que la verdadera naturaleza de la realidad son los «agentes conscientes» abstractos. La editora científica Annaka Harris sostiene que el pampsiquismo es una teoría viable en su libro Conscious de 2019, aunque no llega a respaldarla plenamente.
El pampsiquismo ha sido postulado por el psicoanalista Robin S. Brown como un medio para teorizar las relaciones entre tropos «internos» y «externos» en el contexto de la psicoterapia. El pampsiquismo también ha sido aplicado en la filosofía ambiental por la filósofa australiana Freya Mathews, quien ha propuesto la noción de ontopoética como una versión del pampsiquismo.
El genetista Sewall Wright respaldó una versión del pampsiquismo. Creía que la consciencia no es una propiedad misteriosa que emerge en un cierto nivel de la jerarquía de complejidad material creciente, sino más bien una propiedad inherente, lo que implica que las partículas más elementales tienen estas propiedades.

## Variedades
El pampsiquismo abarca muchas teorías, unidas únicamente por la noción de que la mente, de alguna forma, es ubicua.

### Marcos filosóficos

#### Cosmopsiquismo
El cosmopsiquismo plantea la hipótesis de que el cosmos es un objeto unificado que es ontológicamente anterior a sus partes. Se ha descrito como una alternativa al pampsiquismo, o como una forma de pampsiquismo. Los defensores del cosmopsiquismo afirman que el cosmos en su conjunto es el nivel fundamental de la realidad y que instancia la consciencia. En este punto se diferencian de los pampsiquistas, que suelen afirmar que el nivel más pequeño de la realidad es fundamental e instancia la consciencia. En consecuencia, la consciencia humana, por ejemplo, deriva simplemente de una consciencia cósmica más amplia.

#### Panexperiencialismo
El panexperiencialismo está asociado con las filosofías de, entre otros, Charles Hartshorne y Alfred North Whitehead, aunque el término en sí fue inventado por David Ray Griffin para distinguir la visión filosófica del proceso de otras variedades de pampsiquismo. La filosofía del proceso de Whitehead sostiene que los elementos fundamentales del universo son «ocasiones de experiencia», que juntas pueden crear algo tan complejo como un ser humano. Basándose en el trabajo de Whitehead, el filósofo del proceso Michel Weber aboga por un pancreativismo. Goff ha utilizado el término «panexperiencialismo» de manera más general para referirse a formas de pampsiquismo en las que la experiencia, más que el pensamiento, es  omnipresente.

#### Pamprotopsiquismo
Los pamprotopsiquistas creen que las propiedades fenoménicas de orden superior (como los qualia) están lógicamente implicadas por propiedades protofenoménicas, al menos en principio. Esto es similar a cómo los hechos sobre las moléculas de H2O implican lógicamente hechos sobre el agua: los hechos de nivel inferior son suficientes para explicar los hechos de orden superior, ya que los primeros implican lógicamente los segundos. De manera similar, los partidarios del pamprotopsiquismo creen que los hechos «protofenoménicos» implican lógicamente la existencia de consciencia. Las propiedades protofenoménicas generalmente se seleccionan mediante una combinación de definiciones funcionales y negativas: las propiedades panfenoménicas son aquellas propiedades que lógicamente implican propiedades fenoménicas (una definición funcional), que en sí mismas no son ni físicas ni fenoménicas (una definición negativa).
El pamprotopsiquismo se anuncia como una solución al «problema de la combinación»*: el problema de explicar cómo la consciencia de las cosas físicas microscópicas podría combinarse para dar lugar a la consciencia macroscópica de todo el cerebro. Dado que las propiedades protofenoménicas son, por definición, partes constituyentes de la consciencia, se especula que su existencia haría menos misterioso el surgimiento de mentes macroscópicas. El filósofo David Chalmers sostiene que este punto de vista enfrenta dificultades con el problema de la combinación. Lo considera «ad hoc» y cree que disminuye la parsimonia que hizo que la teoría fuera inicialmente interesante.

#### Monismo russelliano
El monismo russelliano es un tipo de monismo neutral. La teoría se atribuye a Bertrand Russell, la cual se puede denominar también como  «pampsiquismo de Russell» o «monismo neutral de Russell». Russell creía que todas las propiedades causales son manifestaciones extrínsecas de propiedades intrínsecas idénticas. Él llamó quididades a estas propiedades internas idénticas. Así como las propiedades extrínsecas de la materia pueden formar estructuras de orden superior, también pueden hacerlo sus quididades correspondientes e idénticas. Russell creía que la mente consciente era una de esas estructuras.

### Ontologías religiosas o místicas

#### Advaita Vedānta
El Advaita Vedānta es una forma de idealismo* en la filosofía india que considera la realidad consensuada como ilusoria. Anand Vaidya y Purushottama Bilimoria han argumentado que puede considerarse una forma de pampsiquismo o cosmopsiquismo.

#### Animismo e hilozoísmo
El animismo sostiene que todas las cosas tienen alma, mientras que el hilozoísmo sostiene que todas las cosas están vivas. Ambos podrían interpretarse razonablemente como pampsiquistas, pero ambos han caído en desgracia en el mundo académico contemporáneo. Los pampsiquistas modernos han tratado de distanciarse de teorías de este tipo, cuidando de establecer la distinción entre la ubicuidad de la experiencia y la ubicuidad de la mente y la cognición.

#### Naturaleza de Buda
«Entonces, ¿quién es "animado" y quién "inanimado"? Dentro de la asamblea del Loto, todos están presentes sin división. En el caso de la hierba, los árboles y el suelo... ya sea que simplemente levanten los pies o atraviesen enérgicamente el largo camino, todos alcanzarán el Nirvana». — Zhanran 湛然,  el sexto patriarca del budismo Tendai (711-782)  
El término «naturaleza de Buda» es la traducción al inglés del término chino clásico 佛性 (o fó xìng en pinyin), que es a su vez una traducción del sánscrito tathāgatagarbha.Tathāgata se refiere a alguien (concretamente el Buda) que ha llegado, mientras que garbha se traduce como ‘embrión’ o ‘raíz’.

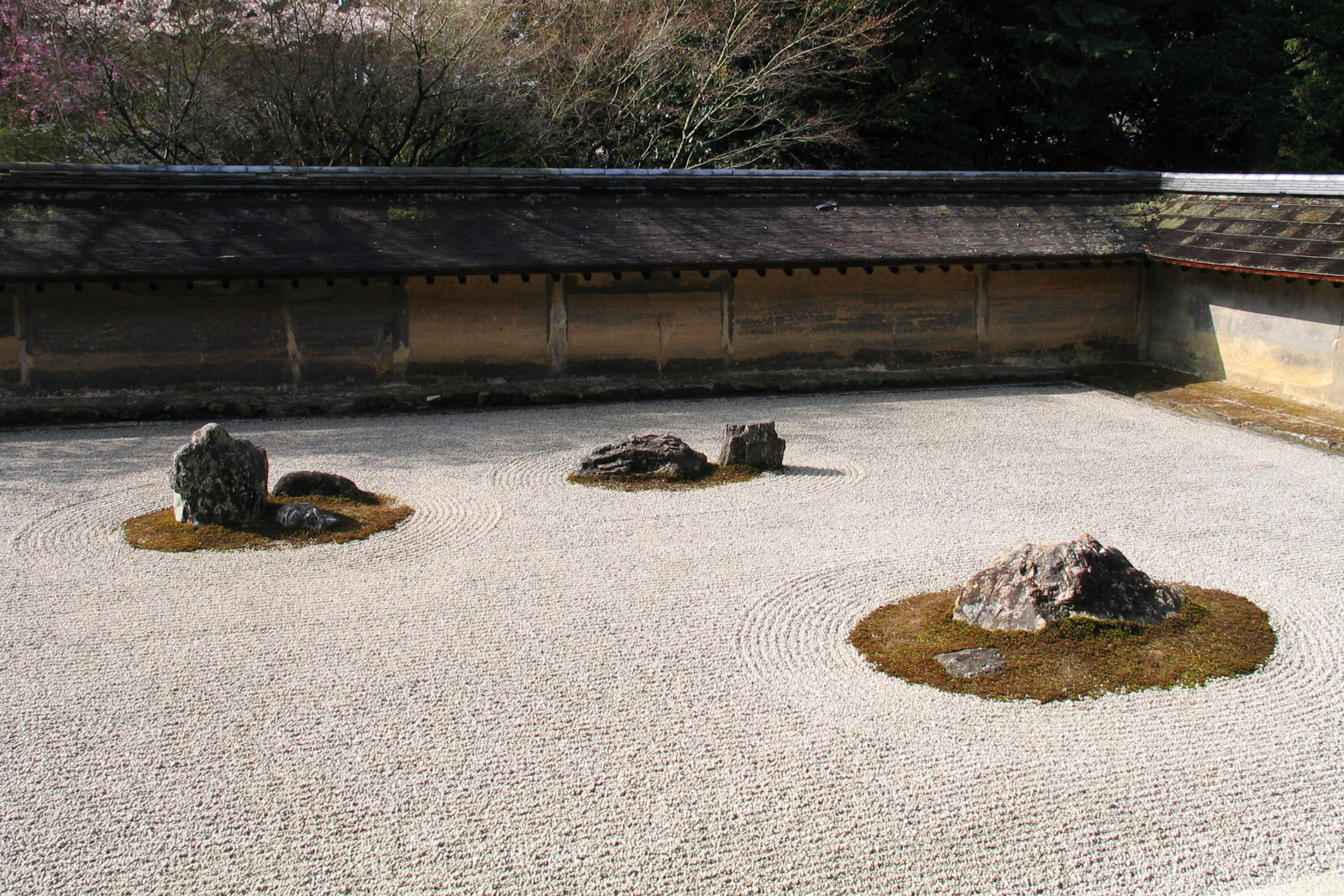
En el arte del jardín de rocas japonés, el artista debe ser consciente del ishigokoro (‘corazón’ o ‘mente’) de las rocas.

En términos generales, la naturaleza de  Buda puede definirse como el omnipresente estado disposicional del ser capaz de obtener la budeidad. En algunas tradiciones budistas, esto puede interpretarse como una forma de pampsiquismo. Graham Parks sostiene que la mayoría de «la filosofía tradicional china, japonesa y coreana calificaría como pampsiquista por naturaleza».
Las escuelas de budismo Huayan, Tiantai y Tendai atribuyeron explícitamente la naturaleza de Buda a objetos inanimados como flores de loto y montañas. De manera similar, el maestro Soto Zen Dogen sostenía que los «seres insensibles exponen» las enseñanzas de Buda, además de escribir sobre la «mente» (心 shin) de «vallas, paredes, tejas y guijarros». Kukai, pensador budista shingon del siglo IX, llegó incluso a argumentar que los objetos naturales como las rocas y las piedras son parte de la encarnación suprema de Buda. De acuerdo con Parks, la naturaleza de Buda se describe mejor «en términos occidentales» como algo «psicofísico».

### Teorías científicas

#### Realismo consciente
«Es una suposición natural y casi universal que el mundo tiene las propiedades y estructuras causales que percibimos que tiene; parafraseando el famoso comentario de Einstein, suponemos de forma natural que la luna está ahí tanto si alguien mira como si no. Sin embargo, las consideraciones teóricas y empíricas indican cada vez más que esto no es correcto».

—Donald Hoffman, Conscious agent networks: Formal analysis and applications to cognition.
El realismo consciente es una teoría propuesta por Donald Hoffman, científico cognitivo especializado en percepción. Ha escrito numerosos artículos sobre el tema que resumió en su libro de 2019 The Case Against Reality: Cómo la evolución ocultó la verdad a nuestros ojos. El realismo consciente se basa en la antigua «teoría de la interfaz de usuario» de Hoffman. En combinación, argumentan que:
1. la realidad consensuada y el espacio-tiempo son ilusorios y son simplemente una «interfaz de usuario evolucionada específica de una especie»;
2. la realidad está formada por una red compleja, adimensional y atemporal de «agentes conscientes».[55]

La opinión consensuada es que la percepción es una reconstrucción del entorno de uno. Hoffman ve la percepción como una construcción más que como una reconstrucción. Sostiene que los sistemas perceptivos son análogos a los canales de información y, por tanto, están sujetos a compresión y reconstrucción de datos. El conjunto de posibles reconstrucciones para cualquier conjunto de datos dado es bastante grande. De ese conjunto, el subconjunto que es homomórfico en relación con el original es minúsculo y no se superpone con el subconjunto que es eficiente o más fácil de usar.
Por ejemplo, considere un gráfico, como un gráfico circular. Un gráfico circular es fácil de entender y utilizar no porque sea perfectamente homomórfico con los datos que representa, sino porque no lo es. Si una gráfica de, por ejemplo, la composición química del cuerpo humano fuera exactamente igual a un cuerpo humano, entonces no podríamos entenderla. Sólo porque el gráfico se abstrae de la estructura de su tema puede visualizarse. Alternativamente, considere una interfaz gráfica de usuario en una computadora. La razón por la que las interfaces gráficas de usuario son útiles es que abstraen de procesos computacionales de nivel inferior, como el código de máquina o el estado físico de una placa de circuito. En general, parece que los datos nos resultan más útiles cuando se los extrae de su estructura original y se los reenvasa de una manera que sea más fácil de entender, incluso si esto implica un costo de precisión. Hoffman ofrece el «teorema de la idoneidad vence a la verdad» como prueba matemática de que las percepciones de la realidad se parecen poco a la verdadera naturaleza de la realidad. De esto concluye que nuestros sentidos no representan fielmente el mundo exterior.
Incluso si la realidad es una ilusión, Hoffman considera la consciencia como un hecho indiscutible. Representa unidades rudimentarias de consciencia (a las que llama «agentes conscientes») como núcleos markovianos. Aunque inicialmente la teoría no era pampsiquista, él y su colega Chetan Prakash encontraron que las matemáticas eran más parsimoniosas si lo fuera. Plantean la hipótesis de que la realidad está compuesta por estos agentes conscientes, que interactúan para formar redes «más grandes y complejas».

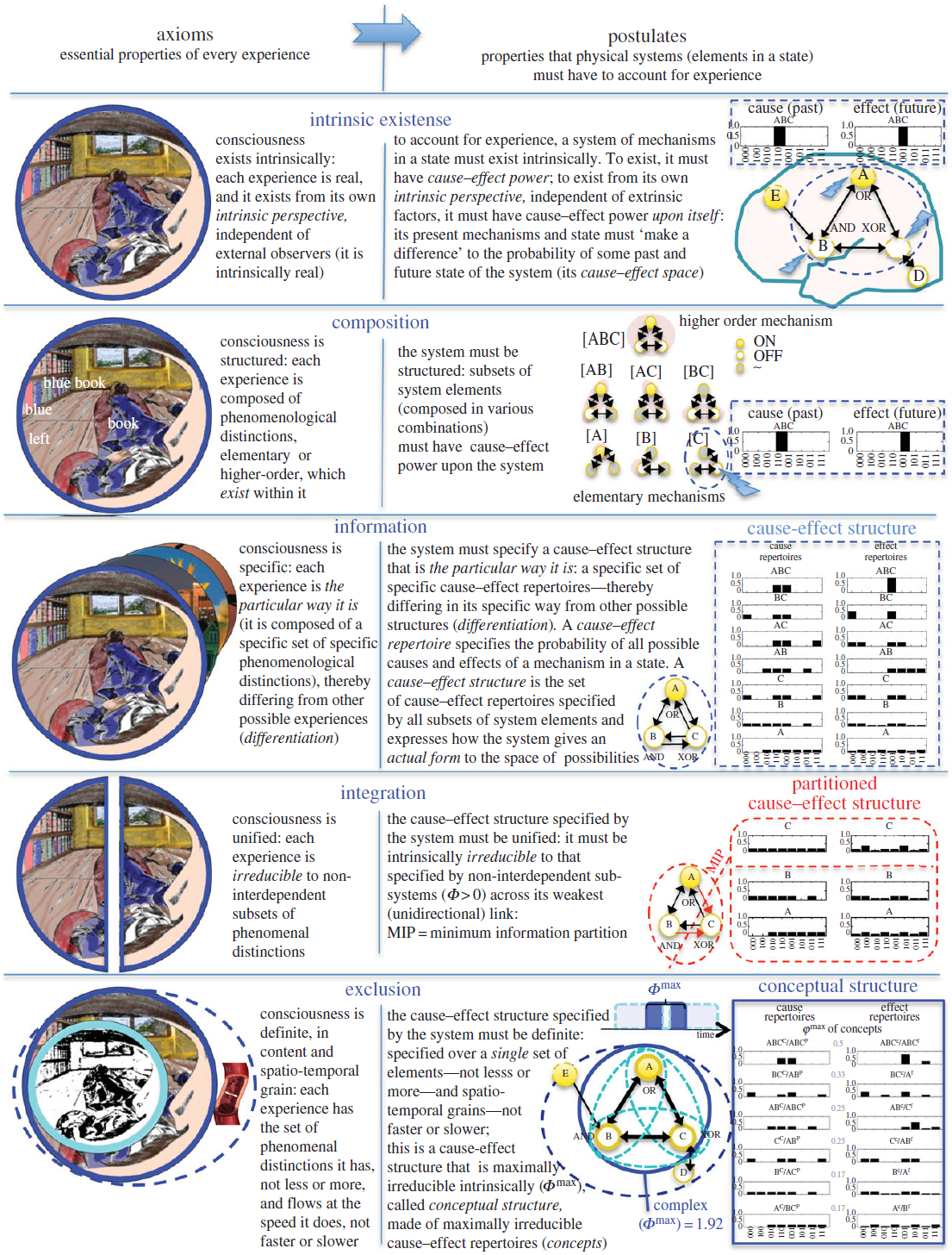
Axiomas y postulados de la teoría de la información integrada.

#### Teoría de la información integrada
Giulio Tononi articuló por primera vez la Teoría de la información integrada (IIT) en 2004,  y ha sido objeto de dos revisiones importantes desde entonces. Tononi aborda la consciencia desde una perspectiva científica y ha expresado su frustración con las teorías filosóficas de la consciencia por carecer de poder predictivo. Aunque forma parte integral de su teoría, se abstiene de utilizar terminología filosófica como qualia o «unidad de la consciencia», optando en cambio por alternativas matemáticamente precisas como  «función de entropía» e «integración de información». Esto le ha permitido a Tononi crear una medida para la información integrada, a la que llama phi (Φ). Él cree que la consciencia no es más que información integrada, por lo que Φ mide la consciencia. Resulta  que incluso los objetos o sustancias básicas tienen un grado de Φ distinto de cero, lo que significaría que la consciencia es ubicua, aunque en un grado mínimo.
La filósofa Hedda Hassel Mørch considera que la IIT es similar al monismo russelliano, mientras que otros filósofos, como Chalmers y John Searle, lo consideran una forma de pampsiquismo. La IIT no sostiene que todos los sistemas sean conscientes, lo que llevó a Tononi y Koch a afirmar que la IIT incorpora algunos elementos del pampsiquismo pero no otros. Koch ha llamado a la IIT una «versión científicamente refinada» del pampsiquismo. 

## En relación con otras teorías

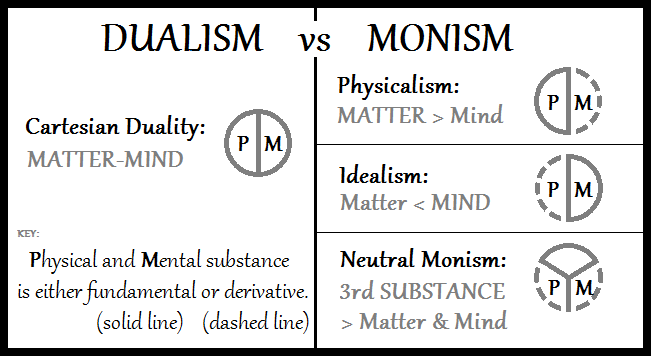
Diagrama que representa cuatro posiciones sobre el problema mente-cuerpo. Se han comparado versiones del pampsiquismo con cada una de estas posturas y también se han contrastado con ellas.

Debido a que el pampsiquismo abarca una amplia gama de teorías, en principio puede ser compatible con el materialismo reduccionista, el dualismo, el funcionalismo u otras perspectivas dependiendo de los detalles de una formulación determinada.

### Dualismo
David Chalmers y Philip Goff han descrito el pampsiquismo como una alternativa tanto al materialismo como al dualismo. Chalmers afirma que el pampsiquismo respeta las conclusiones tanto del argumento causal contra el dualismo como del argumento de concebibilidad a favor del dualismo. Goff ha argumentado que el pampsiquismo evita la desunión del dualismo, bajo el cual la mente y la materia están ontológicamente separadas, así como los problemas del dualismo para explicar cómo interactúan la mente y la materia. Por el contrario, Uwe Meixner sostiene que el pampsiquismo tiene formas dualistas, que él contrasta con las formas idealistas.

### Emergentismo
El pampsiquismo es incompatible con el emergentismo. En general, las teorías de la consciencia caen bajo uno u otro paraguas; sostienen que la consciencia está presente en un nivel fundamental de la realidad (pampsiquismo) o que emerge más arriba (emergentismo).

### Idealismo
Existe desacuerdo sobre si el idealismo es una forma de pampsiquismo o una visión separada. Según los filósofos William Seager y Sean Allen-Hermanson, «los idealistas son pampsiquistas por defecto». Charles Hartshorne contrastó el pampsiquismo y el idealismo, diciendo que mientras los idealistas rechazaban la existencia del mundo observado con los sentidos o lo entendían como ideas dentro de la mente de Dios, los pampsiquistas aceptaban la realidad del mundo pero lo veían como compuesto de mentes. Chalmers también contrapone el pampsiquismo con el idealismo (así como con el materialismo y el dualismo). Meixner escribe que las formulaciones del pampsiquismo se pueden dividir en versiones dualistas e idealistas. Además, divide este último en «pampsiquismo idealista atomista», que atribuye a David Hume, y «pampsiquismo idealista holístico», del que es partidario.

### Monismo neutral
El monismo neutral rechaza la dicotomía entre mente-materia y, en cambio, toma como fundamental una tercera sustancia que no es ni mental ni física. Las propuestas sobre la naturaleza de la tercera sustancia han variado y algunos teóricos han optado por dejarla sin definir. Esto ha llevado a una variedad de formulaciones de monismo neutral, que pueden superponerse con otras filosofías. En las versiones del monismo neutral en las que los constituyentes fundamentales del mundo no son ni mentales ni físicos, es bastante distinto del pampsiquismo. En versiones donde los constituyentes fundamentales son tanto mentales como físicos, el monismo neutral puede conducir al pampsiquismo, pamprotopsiquismo o a la teoría del doble aspecto.
En The Conscious Mind, David Chalmers escribe que, en algunos casos, las diferencias entre el «monismo neutral de Russell» y su dualismo de propiedades son meramente semánticas. Philip Goff cree que el monismo neutral puede considerarse razonablemente como una forma de pampsiquismo «en la medida en que es una visión de doble aspecto». El monismo neutral, el pampsiquismo y la teoría del doble aspecto se agrupan o se usan indistintamente en algunos contextos.

### Fisicalismo y materialismo
Chalmers llama al pampsiquismo una alternativa tanto al materialismo como al dualismo. De manera similar, Goff llama al pampsiquismo una alternativa tanto al fisicalismo como al dualismo de sustancias. Strawson, por otro lado, describe el pampsiquismo como una forma de fisicalismo, en su opinión la única forma viable. El pampsiquismo se puede combinar con el materialismo reductivo, pero no con el materialismo eliminativo porque este último niega la existencia de los atributos mentales relevantes.

## Argumentos a favor

### Problema difícil de la consciencia
«Pero lo que es la consciencia, no lo sabemos; y cómo es que algo tan notable como un estado de conciencia se produce como resultado de la irritación del tejido nervioso, es tan inexplicable como la aparición del Djin cuando Aladino frotó su lámpara en la historia, o como cualquier otro hecho último de la naturaleza».

—Thomas Henry Huxley (1986)
Evidentemente, se siente como algo ser un cerebro humano. Esto significa que cuando las cosas en el mundo se organizan de una manera particular, comienzan a tener una experiencia. Las preguntas de «por qué» y «cómo» esta estructura material tiene experiencia, y por qué tiene «esa» experiencia particular en lugar de otra experiencia, se conocen como el «problema difícil de la consciencia». El término se atribuye a Chalmers. Sostiene que incluso después de tener en cuenta «todas las funciones perceptivas y cognitivas cercanas a la consciencia» [...] puede quedar aún otra pregunta sin respuesta: ¿por qué la realización de estas funciones va acompañada de experiencia?».
Aunque Chalmers dio al problema difícil de la consciencia su nombre actual, antes se expresaron puntos de vista similares. Isaac Newton, John Locke, Gottfried Leibniz, John Stuart Mill, Thomas Henry Huxley, Wilhelm Wundt, todos escribieron sobre la aparente incompatibilidad de las descripciones funcionales en tercera persona de la mente y la materia, y la  experiencia consciente en primera persona. Asimismo, filósofos asiáticos como Dharmakirti y Guifeng Zongmi discutieron el problema de cómo surge la consciencia a partir de la materia inconsciente. Sentimientos similares se han articulado a través de investigaciones filosóficas como el problema de otras mentes, el solipsismo, la brecha explicativa, los zombis filosóficos y el cuarto de Mary. Estos problemas han hecho que Chalmers considere el pampsiquismo como una solución viable al problema difícil,  aunque no está comprometido con ningún punto de vista en particular.
Brian Jonathan Garrett ha comparado el problema difícil con el vitalismo, la hipótesis ahora desacreditada de que la vida es inexplicable y sólo puede entenderse si existe alguna fuerza vital. Sostiene que con el tiempo, la consciencia y sus orígenes evolutivos se entenderán tal como se entiende ahora la vida. Daniel Dennett ha calificacdo al problema difícil como una «corazonada» y sostiene que la experiencia consciente, tal como se entiende habitualmente, es simplemente una ilusión cognitiva compleja. Patricia Churchland, también materialista eliminativa, sostiene que los filósofos deberían ser más pacientes: la neurociencia está todavía en sus primeras etapas, por lo que el problema difícil de Chalmers es prematuro. La claridad vendrá de aprender más sobre el cerebro, no de especulaciones metafísicas.

#### Soluciones
En The Conscious Mind (1996), Chalmers intenta determinar porqué el problema difícil lo es tanto. Concluye que la consciencia es «irreductible» a hechos físicos de nivel inferior, del mismo modo que las leyes fundamentales de la física son irreductibles a hechos físicos de nivel inferior. Por lo tanto, la consciencia debe considerarse fundamental por derecho propio y estudiarse como tal. Así como las propiedades fundamentales de la realidad son omnipresentes (incluso los objetos pequeños tienen masa), la consciencia también puede serlo, aunque lo considera una cuestión abierta.
En Mortal Questions (1979), Thomas Nagel sostiene que el pampsiquismo se deriva de cuatro premisas: : 181 
1. P1: no existe plano espiritual ni alma incorpórea; todo lo que existe es material.
2. P2: la consciencia es irreductible a propiedades físicas de nivel inferior.
3. P3: la consciencia existe.
4. P4: las propiedades de orden superior de la materia (es decir, propiedades emergentes) pueden, al menos en principio, reducirse a sus propiedades de nivel inferior.

Antes de que se acepte la primera premisa, el abanico de posibles explicaciones de la consciencia está completamente abierto. Cada premisa, si se acepta, reduce ese rango de posibilidades. Si el argumento es sólido, entonces, según la última premisa, el pampsiquismo es la única posibilidad que queda.
- Si (P1) es verdadera, entonces la consciencia no existe o existe dentro del mundo físico.
- Si (P2) es verdadera, entonces o la consciencia no existe, o (a) existe como propiedad distinta de la materia o (b) está fundamentalmente implicada por la materia.
- Si (P3) es verdadera, entonces la consciencia existe, y es (a) su propia propiedad de la materia o (b) está compuesta por la materia del cerebro pero no implicada lógicamente por ella.
- Si (P4) es verdadera, entonces (b) es falsa y la conciencia debe ser una propiedad única de la materia.

Por lo tanto, si las cuatro premisas son verdaderas, la consciencia es una propiedad única de la materia y el pampsiquismo es verdadero.: 187 

### Problema mente-cuerpo
El dualismo hace que el problema sea insoluble; el materialismo niega la existencia de cualquier fenómeno que estudiar y, por tanto, de cualquier problema.
—John R. Searle, Consciousness and Language, p. 47
En 2015, Chalmers propuso una posible solución al problema mente-cuerpo a través del formato argumentativo de tesis, antítesis y síntesis. El objetivo de tales argumentos es defender los lados de un debate (la tesis y la antítesis), sopesar sus vicios y méritos y luego reconciliarlos (la síntesis). La tesis, antítesis y síntesis de Chalmers son las siguientes:
1. «Tesis»: el materialismo es verdadero; todo es fundamentalmente físico.
2. «Antítesis»: el dualismo es verdadero; no todo es fundamentalmente físico.
3. «Síntesis»: el pampsiquismo es cierto.

(1) Una pieza central del argumento de Chalmers es el cierre causal del mundo físico. La ley del movimiento de Newton explica este fenómeno de manera sucinta: «por cada acción hay una reacción igual y opuesta». Causa y efecto es un proceso simétrico. No hay lugar para que la consciencia ejerza ningún poder causal sobre el mundo físico a menos que él mismo sea físico.
(2) Por un lado, si la consciencia está separada del mundo físico, entonces no hay lugar para que ejerza ningún poder causal sobre el mundo (un estado de cosas que los filósofos llaman epifenomenalismo). Si la consciencia no desempeña ningún papel causal, entonces no está claro cómo Chalmers pudo siquiera escribir este artículo. Por otra parte, la consciencia es irreductible a los procesos físicos del cerebro.
(3) El pampsiquismo tiene todos los beneficios del materialismo porque podría significar que la consciencia es física y al mismo tiempo escapar de las garras del epifenomenalismo. Después de algunas argumentaciones, Chalmers lo reduce aún más al monismo russelliano y concluye que los pensamientos, las acciones, las intenciones y las emociones pueden ser simplemente quididades de los neurotransmisores, las neuronas y las células gliales.

### Problema de la sustancia
La física es matemática, no porque sepamos mucho sobre el mundo físico, sino porque sabemos muy poco: sólo podemos descubrir sus propiedades matemáticas. Por lo demás, nuestro conocimiento es negativo.

—Bertrand Russell, An Outline of Philosophy, 1927
En lugar de intentar únicamente resolver el problema de la consciencia, Russell también intentó resolver el «problema de la sustancia», que posiblemente sea una forma del «problema de la regresión infinita».[cita requerida]
(1) Como muchas ciencias, la física describe el mundo a través de las matemáticas. A diferencia de otras ciencias, la física no puede describir lo que Schopenhauer llamó el «objeto que fundamenta» las matemáticas. La economía se basa en la asignación de recursos y la dinámica poblacional se basa en las personas individuales dentro de esa población. Sin embargo, los objetos que fundamentan la física sólo pueden describirse mediante más matemáticas. En palabras de Russell, la física describe «ciertas ecuaciones que dan propiedades abstractas de sus cambios». Cuando se trata de describir «qué es lo que cambia, y desde y hacia qué cambia, la física guarda silencio sobre esto». En otras palabras, la física describe las propiedades «extrínsecas» de la materia, pero no las propiedades «intrínsecas» que las fundamentan.
(2) Russell argumentó que la física es matemática porque «sólo podemos descubrir propiedades matemáticas». Esto es cierto casi por definición: si sólo las propiedades extrínsecas son observables exteriormente, entonces serán las únicas que se descubran. Esto llevó a Alfred North Whitehead a concluir que las propiedades intrínsecas son «intrínsecamente incognoscibles».
(3) La consciencia tiene muchas similitudes con estas propiedades intrínsecas de la física. Tampoco se puede observar directamente desde una perspectiva exterior. Y también parece fundamentar muchas propiedades extrínsecas observables: presumiblemente, la música se disfruta debido a la experiencia de escucharla, y el dolor crónico se evita debido a la experiencia del dolor, etc. Russell concluyó que la consciencia debe estar relacionada con estas propiedades extrínsecas de la materia. A estas propiedades intrínsecas las llamó «quididades». Así como las propiedades físicas extrínsecas pueden crear estructuras, también pueden hacerlo sus correspondientes e idénticas quididades. La mente consciente, argumentó Russell, es una de esas estructuras.
Entre los defensores del pampsiquismo que utilizan esta línea de razonamiento incluyen a Chalmers, Annaka Harris, y Galen Strawson. Chalmers ha argumentado que las propiedades extrínsecas de la física deben tener propiedades intrínsecas correspondientes; de lo contrario, el universo sería «un flujo causal gigante» sin nada con qué «relacionar la causalidad», lo que él considera una imposibilidad lógica. Él ve la consciencia como un candidato prometedor para ese papel. Galen Strawson llama al pampsiquismo de Russell «fisicalismo realista». Sostiene que «lo experiencial considerado específicamente como tal» es lo que significa que algo sea físico. Así como la masa es energía, Strawson cree que la consciencia «simplemente es» materia. : 7 
Max Tegmark, físico teórico y creador de la hipótesis matemática del universo, no está de acuerdo con estas conclusiones. Según su explicación, el universo no sólo se puede describir mediante matemáticas, sino que es matemática; Comparar la física con la economía o la dinámica de poblaciones es una falta de analogía. Si bien la dinámica demográfica puede basarse en personas individuales, esas personas se basan en «objetos puramente matemáticos», como la energía y la carga. El universo, en un sentido fundamental, está hecho de nada.

### Mecánica cuántica
En una entrevista de 2018, Chalmers llamó a la mecánica cuántica «un imán para cualquiera que quiera encontrar espacio para propiedades locas de la mente», pero no del todo sin justificación. La relación entre la observación (y, por extensión, la consciencia) y el «colapso de la función de onda» se conoce como problema de medición. Parece que los átomos, fotones, etc. están en superposición cuántica (es decir, en muchos estados o ubicaciones aparentemente contradictorias simultáneamente) hasta que se miden de alguna manera. Este proceso se conoce como colapso de la función de onda. Según la interpretación de Copenhague de la mecánica cuántica, una de las interpretaciones más antiguas y más ampliamente enseñadas, es el acto de observación el que colapsa la función de onda. Erwin Schrödinger articuló las implicaciones inusuales de la interpretación de Copenhague en el experimento mental ahora conocido como el gato de Schrödinger. Imagina una caja que contiene un gato, un frasco de veneno, material radiactivo y un contador Geiger. El aparato está configurado de modo que cuando el contador Geiger detecte desintegración radiactiva, el matraz se romperá y envenenará al gato. A menos que el contador Geiger detecte la desintegración radiactiva de un solo átomo, el gato sobrevive. La desintegración radiactiva que detecta el contador Geiger es un evento cuántico; cada desintegración corresponde a una transición de estado cuántico de un solo átomo del material radiactivo. Según la ecuación de onda de Schrödinger, hasta que son observadas, las partículas cuánticas, incluidos los átomos del material radiactivo, se encuentran en superposición de estados cuánticos; cada átomo no medido del material radiactivo está en una superposición cuántica de «desintegrado» y «no desintegrado». Esto significa que mientras la caja permanece sellada y su contenido no se observa, el contador Geiger también se encuentra en una superposición de estados de «descomposición detectada» y «no detectada»; el vial está en una superposición de «destrozado» y «no destrozado» y el gato en una superposición de «vivo» y «muerto». Pero cuando se abre la caja, el observador encuentra un gato vivo o muerto; no hay superposición de estados. Como el gato ya no está en una superposición de estados, tampoco lo está el átomo radiactivo (ni el vial ni el contador Geiger). Por lo tanto, la función de onda de Schrödinger ya no se cumple y se dice que la función de onda que describía al átomo —y su superposición de estados— se ha «colapsado»: el átomo ahora tiene un solo estado, correspondiente al estado observado del gato. Pero hasta que un observador abre la caja y provoca que la función de onda colapse, el gato está vivo y muerto. En palabras de John S. Bell, esto ha planteado dudas sobre, «dónde comienza y termina el observador».
El problema de la medición se ha caracterizado en gran medida como el choque entre la física clásica y la mecánica cuántica. Bohm argumentó que se trata más bien de un choque entre la física clásica, la mecánica cuántica y la fenomenología; los tres niveles de descripción parecen difíciles de conciliar, o incluso contradictorios. Aunque no se refiere específicamente a la mecánica cuántica, Chalmers ha escrito que si alguna vez se descubre una teoría del todo, será un conjunto de «leyes psicofísicas», en lugar de simplemente un conjunto de leyes físicas. Con Chalmers como inspiración, Bohm y Pylkkänen se propusieron hacer precisamente eso en su pamprotopsiquismo. Chalmers, que critica la interpretación de Copenhague y la mayoría de las teorías cuánticas de la consciencia, ha acuñado esto como la «Ley de Minimización del Misterio».

Según la interpretación de Copenhague de la mecánica cuántica, el gato de Schrödinger está vivo y muerto hasta que se lo observa o mide de alguna manera.

La interpretación de los muchos mundos de la mecánica cuántica no considera la observación como fundamental para el colapso de la función de onda, porque niega que el colapso ocurra. Según esta interpretación, así como el gato está vivo y muerto, el observador ve un gato muerto y ve un gato vivo. Aunque la observación no juega un papel central en este caso, las preguntas sobre la observación siguen siendo relevantes para la discusión. En palabras de Roger Penrose:
«No veo por qué un ser consciente necesita ser consciente de sólo “una” de las alternativas en una superposición lineal. ¿Qué tienen las consciencias que dice que no deben ser “conscientes” de esa tentadora combinación lineal de un gato vivo y uno muerto? Me parece que se necesitaría una teoría de la consciencia para cuadrar la visión múltiple del mundo con lo que realmente se observa».
Chalmers cree que la variante tentativa de pampsiquismo descrita en The Conscious Mind (1996) hace precisamente eso. Inclinándose hacia la interpretación de los muchos mundos debido a su parsimonia matemática, cree que su variedad de dualismo de propiedad pampsiquista puede ser la teoría que Penrose está buscando. Chalmers cree que la información desempeñará un papel integral en cualquier teoría de la consciencia porque la mente y el cerebro tienen estructuras de información correspondientes. Considera que la naturaleza computacional de la física es una prueba más del papel central de la información y sugiere que la información que se «realiza físicamente se realiza simultáneamente de manera fenoménica»; tanto las regularidades de la naturaleza como la experiencia consciente son expresiones del carácter subyacente de la información. La teoría implica el pampsiquismo y también resuelve el problema que plantea Penrose. Según la formulación de Chalmers, la información en cualquier posición dada se realiza fenoménicamente, mientras que el estado informativo de la superposición en su conjunto no. Filósofos como Whitehead, Shan Gao, Michael Lockwood, y Hoffman, científico cognitivo, han propuesto interpretaciones pampsiquistas de la mecánica cuántica. Bohm y Pylkkänen han propuesto interpretaciones protopampsiquistas.
Las teorías cuánticas de la consciencia aún no han ganado la atención generalizada. Tegmark ha calculado formalmente las «tasas de decoherencia» de las neuronas y ha descubierto que el cerebro es un «sistema clásico más que cuántico» y que la mecánica cuántica no se relaciona «con la consciencia de ninguna manera fundamental».
En 2007, Steven Pinker criticó las explicaciones de la consciencia que invocan la física cuántica, diciendo: «en mi opinión, esto equivale a la sensación de que la mecánica cuántica es ciertamente extraña, y la consciencia es ciertamente extraña, por lo que tal vez la mecánica cuántica pueda explicar la consciencia», una opinión de la que se hizo eco por el físico Stephen Hawking. En 2017, Penrose rechazó estas caracterizaciones y afirmó que los desacuerdos tienen que ver con la naturaleza de la mecánica cuántica.

## Argumentos en contra

### Cuestiones teóricas
Una crítica al pampsiquismo es que no puede comprobarse empíricamente. Un corolario de esta crítica es que el pampsiquismo no tiene poder predictivo. Tononi y Koch escriben: «Además de afirmar que la materia y la mente son una sola cosa, [el pampsiquismo] tiene poco constructivo que decir y no ofrece leyes positivas que expliquen cómo se organiza y funciona la mente».
John Searle ha alegado que la infalsabilidad del pampsiquismo es más profunda que la incomprobabilidad común y corriente: es infalsificable porque «no llega al nivel de ser falso. No tiene sentido en sentido estricto porque no se ha dado una noción clara a la afirmación». David Skrbina, defensor del pampsiquismo, acepta la necesidad de coherencia y clarificación. : 15 
Muchos defensores del pampsiquismo basan sus argumentos no en el apoyo empírico sino en las virtudes teóricas del pampsiquismo. Chalmers dice que si bien no existe evidencia directa a favor de la teoría, tampoco existe evidencia directa en su contra, y que «existen razones indirectas, de carácter ampliamente teórico, para tomar en serio el punto de vista». A pesar de las críticas de Tononi y Koch al pampsiquismo, éstos afirman que integra la consciencia en el mundo físico de una manera «elegantemente unitaria».
Una crítica relacionada es lo que a muchos les parece la naturaleza extraña de la teoría.  Goff rechaza esta objeción: aunque admite que el pampsiquismo es contraintuitivo, sostiene que las teorías de Einstein y Darwin también lo son. «Al final del día», escribe, «hay que juzgar una visión no por sus asociaciones culturales sino por su poder explicativo».

### Problema de causalidad mental
Filósofos como Chalmers han argumentado que las teorías de la consciencia deberían ser capaces de proporcionar información sobre el cerebro y la mente para evitar el problema de la causalidad mental. Si no lo hacen, la teoría sucumbirá al epifenomenalismo, una visión comúnmente criticada como inverosímil o incluso contradictoria. Los defensores del pampsiquismo (especialmente aquellos con tendencias monistas neutrales) esperan evitar este problema descartándolo como una falsa dicotomía; mente y materia son dos caras de la misma moneda, y la causalidad mental es simplemente la descripción extrínseca de las propiedades intrínsecas de la mente. Robert Howell ha sostenido que todas las funciones causales se siguen explicando disposicionalmente (es decir, en términos de los comportamientos descritos por la ciencia), dejando la fenomenalidad causalmente inerte. Y concluye: «Esto nos deja una vez más con los qualia epifenoménicos, sólo que en un lugar muy sorprendente». Los monistas neutrales rechazan tales puntos de vista dicotómicos sobre la interacción mente-cuerpo.

### Problema de la combinación
El problema de la combinación (que está relacionado con el problema de la vinculación) se remonta a William James, pero William Seager le dio su nombre actual en 1995. El problema surge de la tensión entre la naturaleza aparentemente irreductible de la consciencia y su ubicuidad. Si la consciencia es ubicua, entonces en algunas versiones del pampsiquismo cada átomo (o cada bit, según la teoría) tiene un nivel mínimo de ella. ¿Cómo entonces, como dice Keith Frankish, estas «pequeñas consciencias se combinan» para crear experiencias conscientes más amplias, como «la punzada de dolor» que siente en la rodilla? Esta objeción ha atraído una atención significativa, y muchos han intentado responderla. Ninguna de las respuestas propuestas ha obtenido una aceptación generalizada.

### Conceptos
- Anima mundi
- Egregor
- Filosofía de la mente
- Hipótesis Gaia
- Idealismo monista
- Logos
- Mana (mandeísmo)
- Maya (ilusión)
- Microcosmos y macrocosmos
- Monadología
- Noosfera
- Pandeísmo
- Panlogismo
- Panteísmo
- Pensamiento mitopoéico
- Principio holográfico
- Monismo reflexivo
- Psicología transpersonal

### Autores
- Philip Goff
- Gordon Pask
- Pierre Teilhard de Chardin
- Alfred North Whitehead
- Mary Whiton Calkins